# Theodore Nicholas Gill
Theodore Nicholas Gill (New York, 21 marzo 1837 – Washington, 25 settembre 1914) è stato uno zoologo statunitense.
Dopo la laurea in biologia, conseguita nel 1862 alla Yale University, Gill divenne professore di zoologia alla George Washington University. Fu anche un membro del Megatherium Club alla Smithsonian Institution di Washington. 

## Alcune opere
- Catalogue of the fishes of the eastern coast of North America, from Greenland to Georgia. Philadelphia 1861.
- Material for a bibliography of North American mammals. Washington 1877.
- Günther's literature and morphography of fishes. Forest et Stream, New York 1881.
- Scientific and popular views of nature contrasted. Judd et Detweiler, Washington 1882.
- Addresses in memory of Edward Drinker Cope. Philadelphie 1897.
- A remarkable genus of fishes, the umbras. Smithsonian, Washington 1904.
- Angler fishes. 1909.
- Notes on the structure and habits of the wolffishes. Washington 1911.

| Gill è l'abbreviazione standard utilizzata per le specie animali descritte da Theodore Nicholas Gill. Categoria:Taxa classificati da Theodore Nicholas Gill |